# Баранов Володимир Петрович
Володимир Петрович Баранов (5 жовтня 1919, Стріхівці — 24 січня 1980) — радянський офіцер, Герой Радянського Союзу, в роки німецько-радянської війни командир роти протитанкових рушниць 111-го стрілецького полку 55-ї стрілецької дивізії 61-ї армії Центрального фронту, лейтенант.

## Біографія
Народився 5 жовтня 1919 року в селі Стріхівці (нині Ярмолинецького району Хмельницької області України) в селянській родині. Українець. Після закінчення початкової школи, працював у колгоспі.
У Червоній Армії з 1940 року. Учасник німецько-радянської війни з червня 1941 року. У 1942 році став офіцером, закінчивши курси молодших лейтенантів. Воював проти гітлерівців на Центральному, 1-му і 2-му Українських, 3-му Білоруському і інших фронтах.
Відзначився при форсуванні річки Дніпро на південь від селища міського типу Лоєва Лоєвського району Гомельської області Білорусі.
16 вересня 1943 року лейтенант Баранов з ввіреною йому ротою бронебійників успішно форсував річку Десна на північ від селища міського типу Короп Чернігівської області України.
Рота під командуванням Баранова вогнем забезпечувала переправу, а 21 вересня 1943 року з боєм увірвалася в місто Щорс Чернігівської області, запобігши вибух депо, а потім з ходу форсувала річку Снов.
2 жовтня 1943 року рота бронебійників лейтенанта Баранова першою переправилася на острів біля правого берега Дніпра в районі селища міського типу Радуль Ріпкинського району Чернігівської області України, і, вибивши ворога з його позицій, сприяла переправі підрозділів 111-го стрілецького полку.
Указом Президії Верховної Ради СРСР від 15 січня 1944 року «за зразкове виконання бойових завдань командування на фронті боротьби з німецько-фашистськими загарбниками і проявлені при цьому мужність і героїзм» лейтенантові Баранову Володимиру Петровичу присвоєно звання Героя Радянського Союзу з врученням ордена Леніна і медалі «Золота Зірка» (№ 4547).
З 1945 року старший лейтенант Баранов В. П. — в запасі. Член КПРС з 1954 року. Жив у рідному селі, де до 1970 року працював у колгоспі. Потім жив у селі Андріївка Ярмолинецького району Хмельницької області України. Помер 24 січня 1980 року.

## Нагороди
Нагороджений орденом Леніна, орденами Вітчизняної війни 1-го ступеня, Червоної Зірки, медалями.
Орденарцем у Баранова Володимира Петровича був його найкращий друг Макогончук Сергій Миколайович, прізвисько по сільському Сірафім (народився в 1915 р, в с. Андріївка) працював в місцевому колгоспі на різних посадах був лісником, в 1939 був прзваний в Радянську Армію, пройшов всю війну, був поранений, мав нагороди, помер в 1966 р. в с. Андріївка.